# Пособланко
Пособланко (ісп. Pozoblanco) — муніципалітет в Іспанії, у складі автономної спільноти Андалусія, у провінції Кордова. Населення — 17 796 осіб (2010).
Муніципалітет розташований на відстані близько 250 км на південний захід від Мадрида, 55 км на північ від Кордови.

## Демографія
Динаміка населення (INE ):

## Галерея зображень

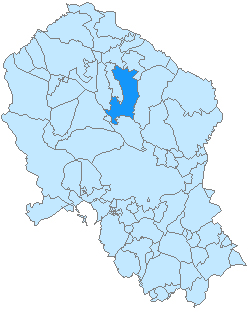
Розташування муніципалітету у провінції Кордова